# Kniphofia schimperi
Kniphofia schimperi är en grästrädsväxtart som beskrevs av John Gilbert Baker. Kniphofia schimperi ingår i Fackelliljesläktet som ingår i familjen grästrädsväxter. Inga underarter finns listade i Catalogue of Life.